# Molefi Kete Asante
Molefi Kete Asante (nascut com Arthur Lee Smith, Jr. el 14 d'agost del 1942) és un historiador i filòsof afroamericà estatunidenc. És una figura important en els camps dels estudis afroamericans, els estudis africans i els estudis sobre la comunicació. Actualment és professor del Departament d'estudis afroamericans de la Universitat Temple, a on ha fundat el primer programa de doctorat en estudis afroamericans. Asante és conegut pels seus escrits sobre l'Afrocentricitat, una escola de pensament que ha influenciat la sociologia, la comunicació intercultural, la teoria crítica, la ciència política, la història d'Àfrica i el treball social. És autor de més de 66 llibres i l'editor fundador del Journal of Black Studies.

## Biografia
Asante (nascut com Arthur Lee Smith Jr.) va néixer a Valdosta, Geòrgia. És el quart de setze germans. Als estius va treballar als camps de tabac i cotó de Geòrgia. La seva tieta, Georgia Smith el va influenciar perquè estudiés.

### Educació
Quan era adolescent va anar a una escola per a estudiants negres de Nashville, Tennessee, de la que es va graduar el 1960. En aquesta escola es va involucara en el moviment per als drets civils i a Nashville va participar en una marxa a la Universitat Fisk. Després de graduar-se, es va inscriure en un institut negre de Terrell, Texas, a on va conèixer a un nigerià anomenat Essien Essien que el va fer aprendre més sobre Àfrica.
Es va llicenciar a la Universitat Cristiana d'Oklahoma i va aprovar la maestria a la Universitat Pepperdine, amb una tesi sobre el predicador negre de l'Església de Crist, Marshall Keeble. Smith va obtenir el doctorat a la Universitat de Califòrnia, Los Angeles, el 1968, en estudis de la comunicació. Als 30 anys va aconseguir ser professor del Departament de Comunicació a la Universitat de Buffalo.
Poc abans d'esdevenir professor universitari, el 1976, Asante va canviar legalment el seu nom, ja que considerava el seu nom de naixement com un nom esclavista.

### Carrera
A la Universitat de Buffalo, Asante va ensenyar les idees sobre la comunicació intercultural i internacional i va publicar el seu primer llibre sobre aquest tema, Handbook of Intercultural Communicacion. El 1976 fou elegit president de la Society for Intercultural Education, Training and Research. El seu treball sobre la comunicació intercultural l'ha fet liderar els estudis doctorals sobre aquest tema i l'ha fet dirigir un centenar de tesis doctorals.
Asante va escriure el seu primer estudi sobre el moviment negre, Rhetoric of Black Revolution, el 1969. També va escriure Transracial Communication, on explicava com la raça complica la interacció humana a la societat americana. Ben aviat, Asante, va canviar el seu focus vers la naturalesa de l'estil oratori afroamericà.
Asante va escriure Afrocentricity: The Theory of Social Change (1980) per anunciar un trencament amb el passat, en el que els afroamericans es veien a si mateixos al marge d'Europa, sense un concepte de centralitat històrica. Ell va escriure sobre els conflicte entre la cultura hegemònica blanca i la cultura africana oprimida i sobre la sort de la consciència victoriosa dels africans, el tema principal del seu treball filosòfic més important, The Afrocentric Idea (1987). Altres treballs sobre la teoria afrocentrista són Kemet, Afrocentricity and Knowledge (1980) i An Afrocentric Manifesto (2007).
Asante va proposar el primer programa doctoral sobre estudis afroamericans a la Universitat Temple el 1986. Aquest programa fou aprovat i començat el 1988. Aquesta universitat és coneguda com una de les que té un millor departament d'estudis afroamericans i té una gran influència arreu dels Estats Units.

## Afrocentricitat
Asante va editar el llibre Afrocentricity: The Theory of Social Change el 1980. Aquest llibre va iniciar un discurs sobre Àfrica com un subjecte de la història i la cultura. Asante diu que els africans han estat descentrats en termes sobre qüestions d'identitat, cultura i història. L'afrocentricitat mostraria el lloc dels africans en el centre de les seves pròpies narratives per tal de reclamar el fet d'ensenyar la història afroamericana fóra dels marges d'Europa.
El llibre The Afrocentric Idea és un llibre més intel·lectual que l'anterior, que era més popular. Després de la segona edició d'aquest llibre, el 1998, Asante va aparèixer en diversos programes televisius en els que va discutir aquesta idea.
Segons el Manifest Afrocentric d'asante, un projecte afrocentrat requereix un mínim de cinc característiques: un interès en la psicologia, un intent de trobar el lloc del subjecte africà, la defensa dels elements culturals africans, un refinament lèxic i un intent de corregir les dislocacions de la història d'Àfrica.